# Papa-figos-de-capuz
Papa-figos-de-capuz (Oriolus xanthornus) é uma espécie da família Oriolidae de aves passeriformes que vive e nidifica no sul da Ásia tropical, desde a Índia e Sri Lanka até à Indonésia.
É uma ave de floresta aberta e de cultivo. O ninho é construído em uma árvore e contém dois ovos. Seu alimento são insetos e frutas, especialmente figos, encontrados nas copas das árvores, onde passam grande parte do tempo.

## Taxonomia e sistemática
A espécie foi formalmente descrita pelo naturalista sueco Carl Linnaeus em 1758 na décima edição de seu Systema Naturae sob o nome binomial Coracias xanthornus. Linnaeus ficou confuso com a aparência semelhante dos orioles do Novo Mundo não relacionados e os orioles do Velho Mundo . Em sua entrada para Coracias xanthornus, ele citou descrições de pássaros que ocorrem na Jamaica por Mark Catesby e Patrick Browne, bem como uma ilustração de George Edwards de um pássaro que ocorre em Bengala. Linnaeus especificou o habitat como "América", mas Bengala é agora o local tipo reconhecido. Também na 10ª edição, Linnaeus listou Sturnus luteolus entre os estorninhos e citou outra ilustração de Edwards. Ele renomeou esta espécie como Oriolus melanocephalus na 12ª edição de 1766. Acredita-se agora que todos os três nomes binomiais se referem ao oriole de capuz preto.
O gênero atual Oriolus foi erigido por Linnaeus em 1766 na décima segunda edição de seu Systema Naturae. O nome é do latim medieval oryolus para o oriole dourado da Eurásia, que por sua vez vem da palavra latina aureolus para "dourado". O epíteto específico xanthornus é do grego antigo xanthos "amarelo" e ornis "pássaro".

### Subespécies
Cinco subespécies são reconhecidas: 
- Boi. xanthornus - ( Linnaeus, 1758 ) : Encontrado do norte da Índia ao norte da Península Malaia e Indochina
- Boi. maderaspatanus - Franklin, 1831 : Originalmente descrito como uma espécie separada. Encontrado no centro e sul da Índia
- Boi. ceylonensis - Bonaparte, 1850 : Originalmente descrito como uma espécie separada. Encontrado no Sri Lanka
- Boi. reubeni - Abdulali, 1977 : Encontrado nas Ilhas Andaman
- Boi. tanakae - Kuroda, 1925 : Encontrado no nordeste de Bornéu

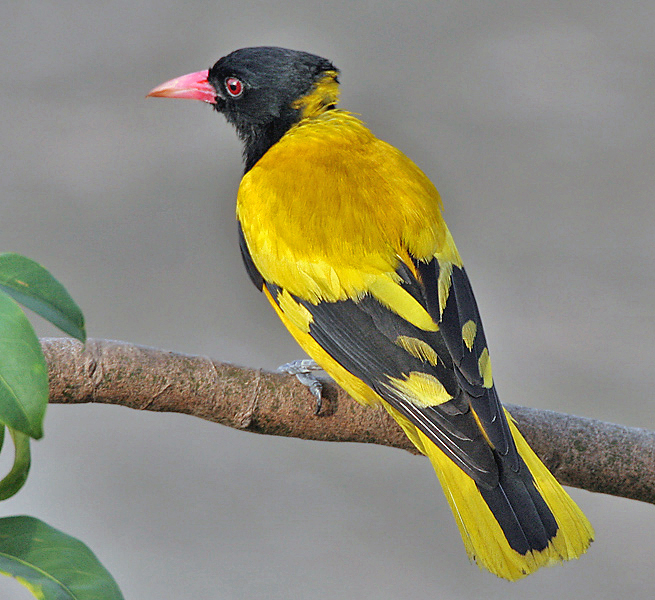
Boi. xanthornus Calcutá
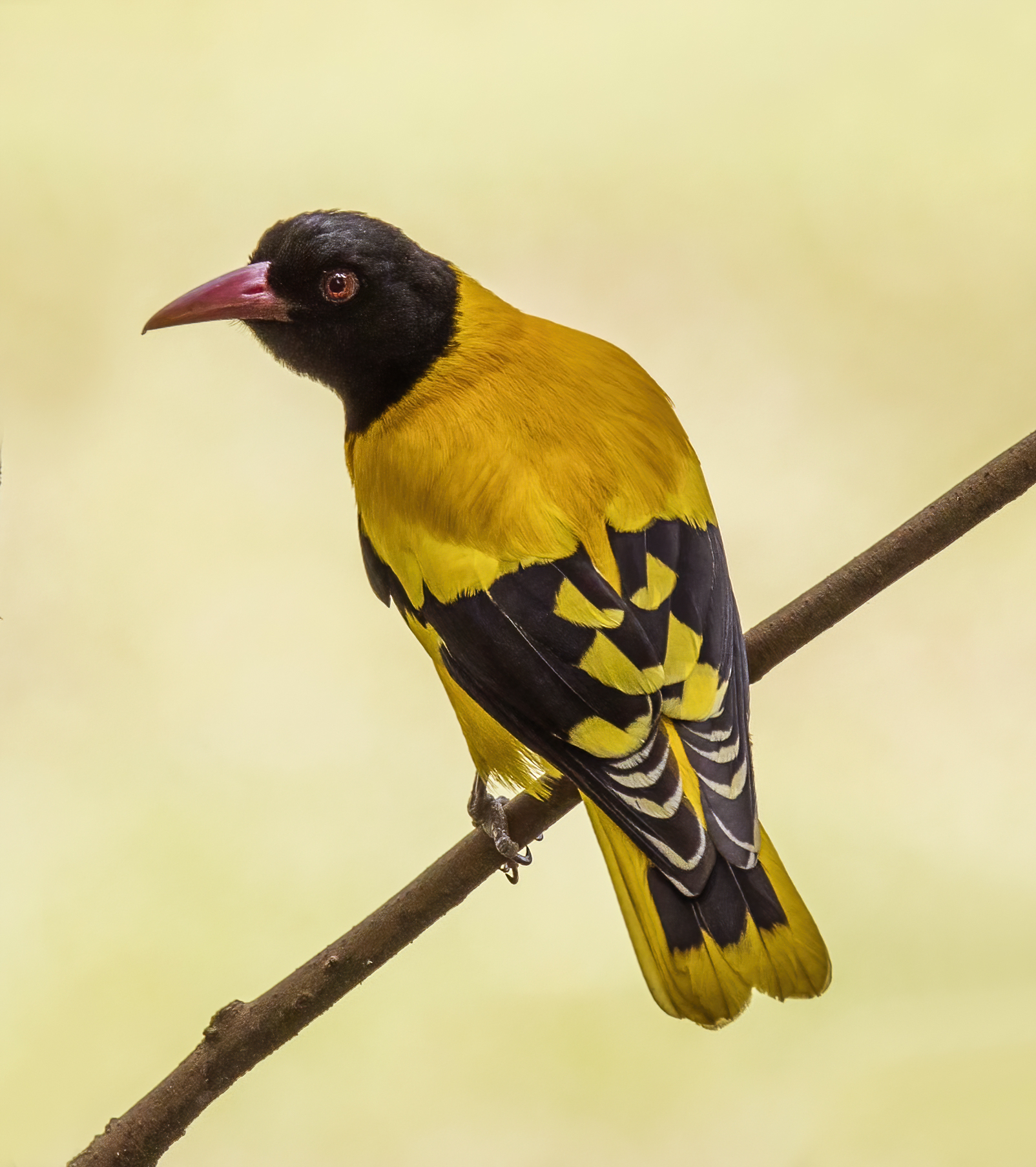
Boi. ceylonensis Sri Lanka